# Laprade (Aude)
Laprade é uma comuna francesa na região administrativa de Occitânia, no departamento de Aude. Estende-se por uma área de 4,61 km². Em 2010 a comuna tinha 105 habitantes (densidade: 22,8 hab./km²).